# Richard Manderbach

Richard Manderbach

Richard Manderbach (* 21. Mai 1889 in Wissenbach; † 6. Februar 1962 in Herborn) war ein deutscher Politiker (NSDAP) und SA-Brigadeführer.

## Biografie
Manderbach wurde als Sohn eines Steigers geboren. Nach kunsthandwerklichen Studien nahm er von August 1914 bis zum Kriegsende 1918 mit dem 77. Feldartillerie-Regiment aus Leipzig am Ersten Weltkrieg teil, in dem er zum Leutnant der Reserve befördert wurde. Ab 1920 war er beruflich als Dekorateur, Anstreicher und Innenarchitekt tätig.
1919 schloss Manderbach sich dem Freikorps Eiserne Division an, mit dem er an Kämpfen im Baltikum beteiligt war. 1920 nahm er am Kapp-Putsch gegen die Weimarer Demokratie teil. Februar 1922 trat er in seinem Wohnort Siegen der NSDAP bei, war während deren Verbot Mitglied der Deutsch-Völkischen Freiheitsbewegung und des Völkisch-Sozialen Blocks (Hitler-Straßer), Ersatzorganisationen der NSDAP, und trat der neuorganisierten NSDAP zum 25. Juli 1925 wieder bei (Mitgliedsnummer 28.566). Mindestens seit 1931 leitete er den Bezirk Siegerland-Wittgenstein-Olpe. Er war Mitbegründer von Gliederungen der NSDAP, so der SA, im Siegerland und Herausgeber der seit Anfang der 1930er Jahre erscheinenden Siegerländer National-Zeitung, dem regionalen Parteiblatt. Ab 1. August 1933 war Manderbach zudem Herausgeber der Wittgensteiner National-Zeitung, dem regionalen Parteiblatt im Kreis Wittgenstein, nachdem der Druck des Wittgensteiner Kreisblatts beendet wurde. Zwischen November 1929 und 1933 war Manderbach Stadtverordneter in Siegen. Von 1932 bis zur Auflösung 1933 war er Abgeordneter des Preußischen Landtags. Vom November 1933 bis zum Ende der NS-Herrschaft gehörte er dem politisch bedeutungslosen nationalsozialistischen Reichstag für den Wahlkreis 18 (Westfalen Süd) an.
Im Nationalsozialismus war er unter anderem Reichshauptamtsleiter der NSDAP, Gebietsinspekteur (1935), persönlicher Mitarbeiter des Stellvertreters des Führers, Leiter („Burgkommandant“) der Ordensburg Vogelsang (1936–1939) und im Baustab Speer der Organisation Todt (1942–1945). 1938 wurde Manderbach zum Brigadeführer der SA ernannt. Er war „Alter Kämpfer“ und Träger des Ehrenzeichens „Alte Garde“ sowie des Kriegsverdienstkreuzes. Nach dem deutschen Angriff auf die Sowjetunion war Manderbach 1941 Gebietskommissar in der Ukraine.
Nach dem Zusammenbruch des Nationalsozialismus wurde er von der britischen Militärregierung als NS-belastet interniert (1945–1947) und im Anschluss provisorisch in die in den Massenverfahren seltenste und zugleich belastendste Entnazifizierungskategorie III eingeordnet. Im lokalen Verfahren wurde die Einstufung mit der Begründung, er sei „immer Gegner des ganzen NS-Systems“ gewesen, zu seinen Gunsten auf IV („Mitläufer“) geändert.